# Stig Hjelmquist
Stig Gunnar Hjelmquist, född 20 juni 1911 i Säby församling i Jönköpings län, död 6 september 1985 i Tranås i Säby församling, var en svensk företagsledare och grundare av Stiga.
Stig Hjelmquist var son till kamrer Algot Hjelmquist och Ebba Liljeqvist. Han grundade Stiga 1934 som en import- och grossistfirma i Tranås. Verksamheten utvecklades med tiden med tillverkning av bordtennisracketar, ishockeyspel och gräsklippare. Han utnämndes postumt till årets smålänning av Smålands Gille i Göteborg 2015.
Han gifte sig 1940 med Sara Ericsson (1922–1973), dotter till verkmästaren Oskar Ericsson och Märtha Strand. De fick sju barn: Bo (1941–2005), Anders (1942-1946), Thomas (1944-2004), Barbara (född 1947), Olle (född 1952), Malena (född 1954) och Beatrice (född 1961). Han är begravd på Tranås nya griftegård.